# Kristin Rapp
Anna Yana Kristin Rapp, född 30 november 1959, är en svensk glaskonstnär och grafiker verksam i Örebro län. Hon är känd för sin grafik med geometriska, lekfulla former samt för sina abstrakta och färgstarka glasverk.

## Konstnärskap
Kristin Rapp studerade 1982-88 på Konstfack i Stockholm, linje Glas och Keramik. Hon arbetar främst med glaskonst och olika grafiska tekniker och hennes uttryck präglas av starka färger och geometriska former, och hon beskriver ofta ljus och färg som centrala element i sina verk. Rapp har även under en period (1985) arbetat som design assistent vid Kosta Boda är bland annat medlem i konstnärsföreningarna Grafik i Väst och Grafiska Sällskapet.

## Familj
Kristin Rapp är dotter till konstnären Yana Rapp, och hennes brorson är artisten och konstnären Jim Rapp.

## Utställningar och offentliga sammanhang
Rapp har deltagit i flera utställningar och konstprojekt i offentligheten. Bland annat medverkade hon i OpenART 2019 i Örebro, en internationell konstbiennal där konstnärer från olika länder visar samtidskonst i stadsmiljö.
Hon har haft flera nationella och internationella utställningar och har bland annat ställt ut på Örsta Galleri i Örebro och även genom nätgalleriet Saatchi Art.

## Konsthandläggare
Utöver sitt konstnärliga arbete är Rapp verksam som konsthandläggare vid Region Örebro län. Hon förekommer även i SVTs rapportering om hur offentlig konst hanteras och förvaras i regionen.